# East River (Nova York)

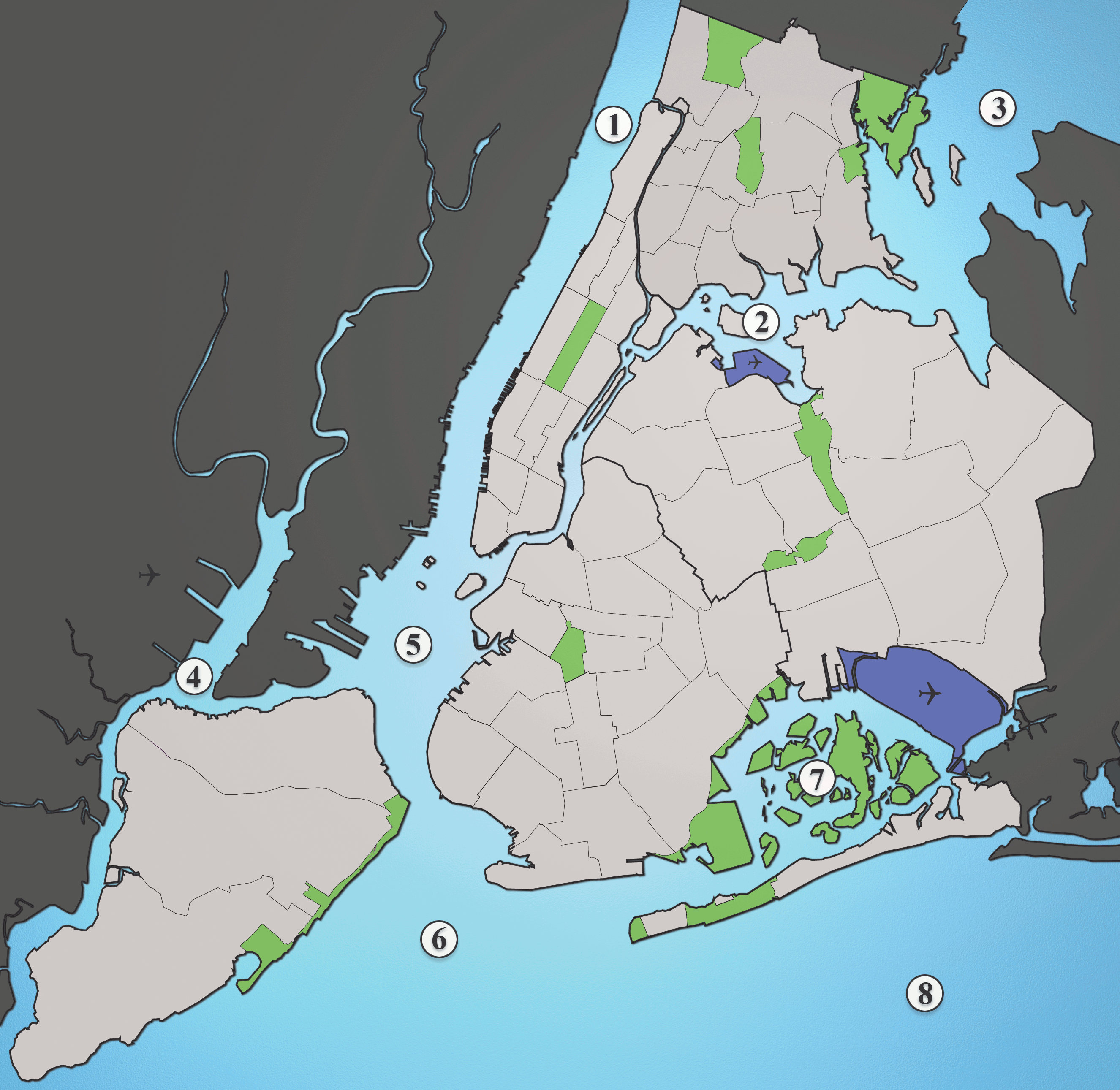
1. Riu Hudson, 2. East River, 3. Long Island Sound, 4. Newark Bay, 5. Upper New York Bay, 6. Lower New York Bay, 7. Jamaica Bay, 8. Oceà Atlàntic.

L'East River és un braç de mar de la ciutat de New York, que s'acaba en un estret, i que connecta l'Upper New York Bay al seu extrem sud al Long Island Sound pel seu extrem nord. Contràriament al que el seu nom podria fer creure, l'East River no és un riu sinó un estret. Separa Long Island (incloent-hi els boroughs de Queens i de Brooklyn) de Manhattan i del Bronx. A causa de la connexió amb el Long Island Sound, l'East River es va anomenar anys arrere Sound River. Al nord de l'estret, el Bronx River desemboca a l'East River, i al nord de Ward's Island, l'estret de Bronx Kill garanteix la connexió entre Harlem River i l'East River.
La part sud d'aquest braç de mar, que enllaça Brooklyn i Manhattan, ha estat durant un llarg període una de les vies d'aigua més concorregudes del món, sobretot durant els tres primers segles d'existència de la ciutat. El Pont de Brooklyn, que va ser construït el 1883, va ser el primer pont que va salvar el riu i va reemplaçar així els tradicionals transbordadors, tot i que els enllaços amb vaixell van ser mantinguts després de la construcció d'aquest pont penjant. Aleshores, el Williamsburg Bridge (1903) després el Manhattan Bridge (1909) van crear noves relacions entre els dos boroughs.

## Illes

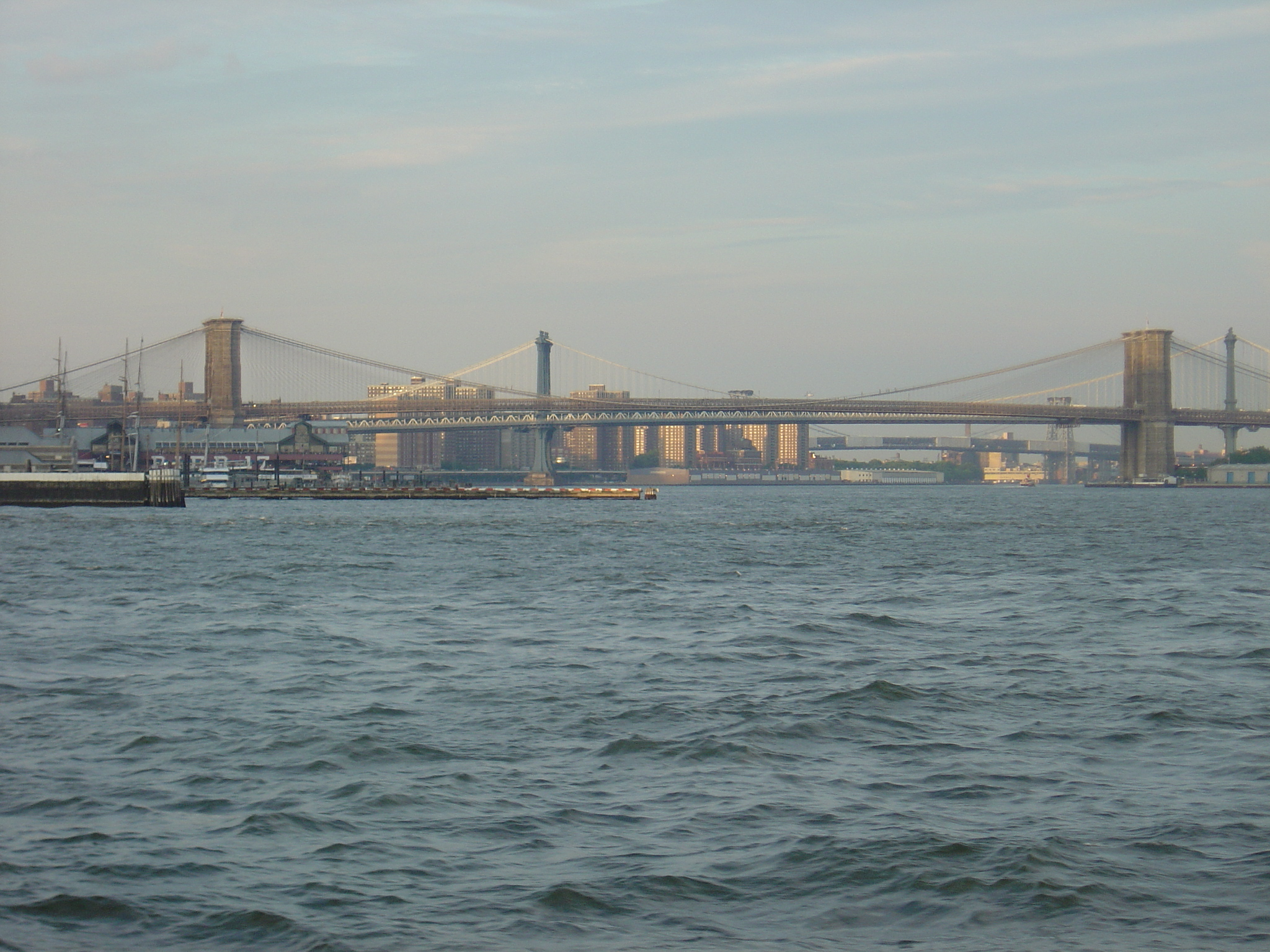
Vista dels tres principals ponts de l'East River: del més proper al més allunyat, Brooklyn Bridge, Manhattan Bridge i Williamsburg Bridge.

- Rikers Island
- North Brother Island
- South Brother Island
- Mill Rock
- Ward's Island i Randall's Island
- Roosevelt Island
- U Thant Island (Belmont Island).

## Ponts
- Throgs Neck Bridge
- Bronx-Whitestone Bridge
- Rikers Island Bridge
- Hell Gate Bridge
- Triborough Bridge
- Roosevelt Island Bridge
- Queensboro Bridge
- Williamsburg Bridge
- Manhattan Bridge
- Brooklyn Bridge